# Ponte Punta Penna Pizzone
Il Ponte Punta Penna Pizzone di Taranto, conosciuto anche come ponte Aldo Moro, è la struttura che congiunge punta Penna con punta Pizzone, nel punto in cui un restringimento naturale crea i due seni del Mar Piccolo. ll ponte, tra i più lunghi d'Europa, risulta essere il più lungo ponte sull'acqua in Italia.
Si tratta di un'opera di notevole pregio ingegneristico ed architettonico, denotando come il ponte ben si adatti al paesaggio tarantino, contribuendo da decenni alla definizione dello stesso.
Inaugurato il 30 luglio 1977, è lungo 1909 metri e raggiunge l'altezza di 45 metri sul livello del mare, poggia su 14 campate e presenta due carreggiate e quattro corsie di marcia. Elevandosi per tale altezza risulta uno dei ponti su mare più imponenti d’Europa. Nel 2008 è stato intitolato allo statista pugliese Aldo Moro, per degli anni cittadino del capoluogo ionico.

## Progetto
La necessità di questa grande opera di ingegneria sorse alla fine degli anni sessanta, per sopperire ai problemi derivanti dal crescente traffico veicolare e dall'espansione urbanistica di Taranto.
L'opera venne realizzata in calcestruzzo precompresso su progetto dell'ingegner Giorgio Belloni, e costò all'epoca quasi 26 miliardi di lire per la sola realizzazione, più altri 15 miliardi di lire per l'esecuzione dei lavori di viabilità secondaria.
Rappresenta un determinante strumento viario per la città, in quanto permette un rapido collegamento delle periferie più a nord con quelle più a sud, soprattutto durante le procedure di apertura del ponte girevole per consentire il passaggio delle grandi navi militari, momenti in cui Taranto resta letteralmente divisa in due. Oltre a consentire il collegamento stradale, il ponte permette inoltre l'allaccio idrico tra le due aree della città.
Recentemente è stato proposto un progetto, denominato "Q.45 Dna dei due mari", per realizzare un passaggio ciclopedonale al di sotto del ponte, ideato dal centro studi leccese "iArchitettura" di Alfredo Foresta. Con esso si prevedrebbe la realizzazione di un "balcone" in acciaio lungo due chilometri con affaccio sui due seni di Mar Piccolo. Ciononostante, il ponte possiede già un percorso pedonale, con 6 balconate (3 per lato), di fianco alle carreggiate, da cui sono separate. Il belvedere offre una vista completa sui due seni ma risulta di complicato accesso (mediante scale poste in prossimità delle rampe di accesso sul ponte).

## Storia
Da molti studiosi è sostenuta la tesi per cui in passato vi sia stato un lembo di terra ed in seguito un ponte con la medesima funzione. Si ritiene che, a dividere i due seni del Mar Piccolo, ci fosse un istmo di terra che dal Punta Penna si estendeva sino alla costa meridionale, e che scomparve probabilmente in epoca messapica a causa della sempre maggiore corrente marina.
In diversi testi si accenna all’ipotesi che in età antica potesse esistere un ponte "omologo" dell'attuale, derivato dalla necessità di creare un nuovo collegamento, a seguito della scomparsa del lembo di terra preesistente. Ne parla Merodio, nella sua Historia tarentina, il geografo tedesco Filippo Cluverio, oppure Cataldantonio Carducci- Artenisio e in tempi più recenti l’archeologo Pierre Wuilleumier nella sua opera "Taranto dalle origini alla conquista romana".
Questo ponte, si crede in pietra, sarebbe poi stato demolito intorno al X secolo, divenuto ormai un'opera obsoleta e poco funzionale, specie tenendo conto che in quello stesso secolo si sarebbe realizzato, per volere di Niceforo II Foca, un altro ponte (a sette arcate in pietra) distrutto poi nel 1882 da un’alluvione e sostituito dall'attuale ponte di Porta Napoli.